# Giovanni Valetti
Giovanni Valetti (ur. 22 września 1913 w Vinovo; zm. 28 maja 1998 w Avigliana) – włoski kolarz szosowy, startujący wśród zawodowców w latach 1936–1944. Dwukrotny zwycięzca Giro d’Italia (1938, 1939). 

## Najważniejsze zwycięstwa
- 1933 - Giro del Lazio
- 1937 - etap w Giro d’Italia
- 1938 - trzy etapy i klasyfikacja generalna Giro d’Italia, Tour de Suisse
- 1939 - trzy etapy i klasyfikacja generalna Giro d’Italia